# The Variation of Animals and Plants under Domestication
The Variation of Animals and Plants under Domestication é um livro escrito por Charles Darwin e publicado em janeiro de 1868.
Uma grande parte do livro contém informações detalhadas sobre a domesticação de animais e plantas, mas há também uma descrição da teoria de Darwin sobre a hereditariedade, que ele chamou de pangênese, no capítulo XXVII.

## Background
Darwin estivera trabalhando por dois anos em seu "grande livro" sobre a seleção natural, quando em 18 de junho de 1858 ele recebeu um malote de Alfred Wallace que estava vivendo no Borneu. Dentro do pacote havia um manuscrito de vinte páginas que descrevia um mecanismo evolucionário que era similar à teoria do próprio Darwin. Pressionado para publicar suas ideias, Darwin começou a trabalhar em um "resumo" de seu Natural Selection, que seria publicado em novembro de 1859 como Sobre a origem das espécies. Na introdução ele anunciava como em uma publicação futura ele esperava fornecer "em detalhe todos os fatos, com referências, sobre os quais se fundamentam minhas conclusões".
Em 9 de janeiro de 1860, dois dias após a publicação da segunda edição do Origens, Darwin voltou a seu manuscrito original Natural Selection e começou a expandir os dois primeiros parágrafos sobre "Variação sob domesticação". Ele possuía uma ampla coleção de notas adicionais e na metade de junho havia escrito os rescunhos para uma introdução e para dois capítulos sobre a domesticação de pombos que terminaria por fazer parte do A variação de animais e plantas dometicados. Aparentemente, Darwin considerara a elaboração do livro cansativa e escreveu em sua autobiografia que ele havia sido "tentado a publicar outros assuntos que à época me interessavam mais." No seguinte mês de julho (1861) ele começou a trabalhar em um livro diferente, o Fertilização das orquídeas, que seria publicado em maio de 1862.
Darwin continuou a coletar dados. Suas experiências empíricas estavam limitadas às plantas mas ele foi capaz de coletar informações de outras pessoas por meio de cartas e até mesmo fazer com que algumas destas conduzissem experiências para ele.
Apesar de longos períodos de doença, ele obteve progressos e em março de 1865 escreveu a seu editor, John Murray, dizendo que "Quanto ao presente livro tenho 7 capítulos prontos para a publicação e todos os demais bastante adiantados, com exceção do último e conclusivo" (o livro seria publicado com 28 capítulos). Na mesma carta ele discutia a respeito das ilustrações para o livro.
Darwin estivera ponderando por vários anos a respeito da teoria da hereditariedade. Em maio de 1865 ele enviou um manuscrito a seu amigo Thomas Huxley esboçando sua teoria, chamada de pangênese, e perguntando se ele deveria publicá-la. Na carta que acompanhava o manuscrito, Darwin escreveu "É uma hipótese apressada e crua, mas ainda sim tem sido uma satisfação considerável à minha mente, e posso sustentá-la com uma boa coleção de fatos." Huxley indicou as semelhanças entre a pangênese e as teorias de Georges Louis Leclerc e do naturalista suiço Charles Bonnet mas por fim encorajou Darwin a publicá-la: "Alguém que estiver vasculhando teus papéis daqui a meio século irá encontrar a pangênese e dizer 'vejam esta fabulosa antecipação de nossas teorias modernas - e este imbecil, Huxley, dizendo-lhe que não deve publicá-las'".